# Polanco (Zamboanga del Norte)
Polanco is een gemeente in de Filipijnse provincie Zamboanga del Norte op het eiland Mindanao. Bij de laatste census in 2007 had de gemeente ruim 36 duizend inwoners.

## Geografie

### Bestuurlijke indeling
Polanco is onderverdeeld in de volgende 30 barangays:
| - Anastacio - Bandera - Bethlehem - Dangi - Dansullan - De Venta Perla - Guinles - Isis - Labrador - Lapayanbaja | - Letapan - Linabo - Lingasad - Macleodes - Magangon - Maligaya - Milad - New Lebangon - New Sicayab - Obay | - Pian - Poblacion North - Poblacion South - San Antonio - San Miguel - San Pedro - Santo Niño - Sianib - Silawe - Villahermosa |

## Demografie
Polanco had bij de census van 2007 een inwoneraantal van 36.376 mensen. Dit zijn 1.819 mensen (5,3%) meer dan bij de vorige census van 2000. De gemiddelde jaarlijkse groei komt daarmee uit op 0,71%, hetgeen lager is dan het landelijk jaarlijks gemiddelde over deze periode (2,04%). Vergeleken met de census van 1995 is het aantal mensen met 4.676 (14,8%) toegenomen.

De bevolkingsdichtheid van Polanco was ten tijde van de laatste census, met 36.376 inwoners op 206,88 km², 175,8 mensen per km².